# Молучка острва
Молучка острва, или кратко Молуци (инд. Kepulauan Maluku), су архипелаг у Индонезији, уједно и део ширег Малајског архипелага. Познати су и као „ острва зачина“, а налазе се источно од острва Сулавеси (Целебес), западно од Нове Гвинеје, и северно од острва Тимор и обухватају 74.505 km². Претежно су брдовита (највиши врх 3.277 m) са више активних вулкана. Клима је тропска са монсунским утицајем. Унутрашњост острва до висине од 1.200 м покривају тропске шуме. Земљиште уз обалу је низија која се обрађује. Узгајају се кокосове палме, пиринач, кукуруз, тропско воће и мирођије. Становници се баве риболовом. Највећа острва су: Халмахера, Серам и Буру. Кроз историју, ова острва су била позната под именом „Острва зачина“, међутим ово име су кинески и европски трговци примењивали и на друга острва. Острва су почетком XVI века припадала Португалцима; у првој половини XVII века постепено су их заузели Холанђани. Од 1796. до 1802. и од 1810. до 1814. године, била су под влашћу Уједињеног Краљевства. Јапанци су их заузели 1942, а 1949. године ушла су у састав Републике Индонезије.
Острва су била позната као Острва зачина због мушкатних орашчића, буздова и каранфилића који су се искључиво тамо произвођени, чије је присуство изазвало колонијално интересовање Европе у шеснаестом веку.
Малучка острва су чинила јединствену провинцију од независности Индонезије до 1999. године, када је подељена на две провинције. Нова провинција, Северни Молуци, обухвата област између Моротаја и Суле, са луком острва од Буруа и Серама до Ветара који остаје у оквиру постојеће Малучке провинције. Северни Молуци је претежно муслимански, а његов главни град је Софифи на острву Халмахера. Малучка провинција има заступљеније хришћанско становништво, а њен главни град је Амбон. Иако су првобитно били Меланежани, знатан део острвске популације, посебно на острвима Банда, масакриран је у 17. веку током Холандско-португалског рата, такође познатог као Рат зачина.

## Историја

### Рана историја
Аустрало-меланежани су били први људи који су насељавали острва пре најмање 40.000 година, а потом и каснија миграција говорника аустронезијског језика око 2000. године пре нове ере. Други археолошки налази су показали да је могуће да су арапски трговци почели да пристижу у четвртом веку, доносећи ислам. Прелазак на ислам одвио се на многим острвима, посебно у центрима трговине, док је аборџински анимизам опстао у залеђу и изолованим острвима. Археолошки докази овде се у великој мери ослањају на појаву свинских зуба, као доказ о јелу свинског меса или уздржавању од тога. Остаци маџапахитских експедиција су такође пронађени у усменом предању, као и на археолошким налазиштима. Пример усмене историје укључује причу из Летвуана, острва Кај Кецил, о балијском изасланику Гајах Маде по имену Касдев, његовој жени Дит Ратнгил и осморо њихове деце. Археолошка налазишта древних гробница пронађена су у заливу Сорбај јужно од Летвуана, чини се да подржавају причу, као и неке културне праксе Кеја балијског порекла, други археолошки налази Кеј острва укључују статуу Шиве са Кеј Бесар острва. Друга усмена прича била је о експедицији Маџапахита из 14. века на Негери Ему, острво Амбон, коју је извршила изасланица по имену Нји Мас Кенанг Еко Сутарми, заједно са 22 њених пратилаца и копљаника настојећи да оформи савезништво и трговински однос са вођом Негери Еме по имену Капитан Адинг Аданг Анан Танахатуила. Сустет је посредовао Малеси Соа Лиса Мајтиму, али договор није остварен. Пошто Сутарми није успела, одлучила је да остане у изгнанству док су се њене пратње населиле и удале за мештане Еме, а њен копљаник се настанио на обали, али су га касније убиле трупе Гунунг Маута. Археолошка налазишта везана за ову експедицију укључују извор воде са симболима Сунца са девет зрака, наследство копаља и Тотобуанга које чувају породица Мајтиму и сеоска канцеларија Негери Ема, поред многих узорака грнчарије.

### Португалски
У августу 1511, Португалци су освојили град-државу Малаку. Најзначајнији трајни ефекти португалског присуства били су поремећај и реорганизација трговине југоисточне Азије, и у источној Индонезији — укључујући Малаку — увођење хришћанства.
Један португалски дневник забележио је „тридесет година откако су постали Маври“.
Афонсо де Албукерки је сазнао за пут ка острвима Банда и другим „острвима зачина“ и послао је истраживачку експедицију од три брода под командом Антонија де Абреуа, Симо Афонса Бизигуда и Франсиска Серана. На повратку, Серан је доживео бродолом на острву Хиту (северни Амбон) 1512. Тамо је успоставио везе са локалним владаром који је био импресиониран његовим борилачким вештинама. Владари конкурентских острвских држава Тернате и Тидоре такође су тражили помоћ Португалије, а придошлице су дочекане у тој области као купци залиха и зачина током затишја у регионалној трговини, због привременог прекида јаванске и малајске пловидбе у то подручје након Молучког сукоба 1511. године. Трговина зачинима је убрзо оживела, али Португалци нису били у стању да у потпуности монополизују или поремете ову трговину.
Удруживши се са Тернатским владаром, Серан је изградио тврђаву на том малом острву и служио као шеф најамничке групе португалских морнара у служби једног од два локална завађена султана који су контролисали трговину зачинима. Сераn и Фердинанд Магелан су, међутим, изгинули пре него што су се могли срести. Португалци су се први пут искрцали у Амбон 1513. године, али је то постао нови центар за њихове активности на Малучким острвима тек након протеривања из Терната. Европска моћ у региону је била слаба и Тернате је постао растућа, жестоко исламска и антиевропска држава; Португалско-тернатски ратови беснели су током владавине султана Баба Улаха (владао 1570–1583) и његовог сина султана Сајдија Берката (владао 1583–1606).